# Mythimna ferrago
Mythimna ferrago es una polilla de la familia Noctuidae. Se distribuye en toda Europa y también se encuentra en Marruecos, Argelia, Turquía, Israel, Líbano, Irak, Irán, Asia central y la parte occidental de la zona templada de Asia.
Las alas anteriores de esta especie varían de naranja a marrón, por lo general con una línea más oscura central, interrumpida por un estigma pálido.
Pasa el invierno como larva. 